# Desoria infuscata
Desoria infuscata är en urinsektsart som först beskrevs av Murphy 1959.  Desoria infuscata ingår i släktet Desoria, och familjen Isotomidae. Arten är reproducerande i Sverige.